# تیم ملی بسکتبال زیر ۱۶ سال زنان ایران
تیم ملی بسکتبال زیر ۱۶ سال و ۱۷ سال زنان ایران تیم ملی بسکتبال ایران است که زیر نظر فدراسیون بسکتبال ایران اداره می‌شود. این تیم به نمایندگی از ایران در رقابت‌های بین‌المللی بانوان زیر ۱۶ سال و ۱۷ سال بازی می‌کند.

## مسابقه ها

### قهرمانی آسیا
https://en.wikipedia.org/wiki/FIBA_Under-16_Women%27s_Asian_Championship
| قهرمانی آسیا | قهرمانی آسیا | قهرمانی آسیا | قهرمانی آسیا | قهرمانی آسیا | قهرمانی آسیا | قهرمانی آسیا | قهرمانی آسیا |
| سال          | مکان         | بازی         | برد          | باخت         | امتیاز برده  | امتیاز باخته | تفاضل امتیاز |
| ------------ | ------------ | ------------ | ------------ | ------------ | ------------ | ------------ | ------------ |
| ۲۰۰۹         |              |              |              |              |              |              |              |
| ۲۰۱۱         |              |              |              |              |              |              |              |
| ۲۰۱۳         |              |              |              |              |              |              |              |
| ۲۰۱۵         |              |              |              |              |              |              |              |
| ۲۰۱۷         | 4            | 6            | 3            | 3            | -            | -            | -            |
| ۲۰۲۲         | 5            | 5            | 3            | 2            | -            | -            | -            |
| ۲۰۲۳         | ۲            | 1            | 1            | 0            | -            | -            | -            |
| مجموع        | ۳/۷          | 12           | 7            | 5            | -            | -            | -            |

## نتایج

### ۲۰۱۷
1. ایران ۸۹ - ۳۲ نپال
2. ایران ۵۳ - ۹۷ هند
3. ایران ۸۴ - ۷۶ سری لانکا
4. ایران ۱۲۹ - ۳۹ مالدیو
5. ایران ۶۸ - ۸۵ مالزی
6. ایران ۴۷ - ۶۱ قزاقستان

### ۲۰۲۲
1. ایران ۶۸ - ۴۱ اردن
2. ایران ۵۱ - ۵۰ لبنان
3. ایران ۴۶ - ۵۶ قزاقستان
4. ایران ۴۶ - ۵۹ سوریه
5. ایران ۵۷ - ۳۶ قزاقستان

### ۲۰۲۳
1. ایران ۸۰ - ۷۴ مالزی
2. ایران - سنگاپور
3. ایران - گوام

## دوستانه
ایران ۵۶ - ۴۰ عراق - ۲۷ خرداد ۱۴۰۲ تالار بسکتبال آزادی تهران
ایران ۸۶ - ۳۸ عراق - ۲۹ خرداد ۱۴۰۲ تالار بسکتبال آزادی تهران